# Château de Brough
Le château de Brough (Brough Castle en anglais) est un château en ruine du village de Brough, en Cumbria, Angleterre.  Il est maintenu par l'English Heritage. Le château est situé sur une large butte, sur laquelle il y a une rangée de constructions, avec une tour circulaire, et les restes d'un ancien donjon.

## Histoire
Brough est implanté sur le site du fort romain de Verterae. Verterae ou Verteris, est construit pour contrôler les terres des Brigantes et garder la voie romaine reliant Carlisle avec Ermine Street. Le fort romain couvrait une superficie beaucoup plus grande que le château actuel.
Le premier château fut construit par Guillaume II d'Angleterre vers 1090, dans la partie nord de l'ancien fort. Il est un des premiers châteaux en pierre à être construit en Grande-Bretagne. Les murs montrent le motif en chevron typiques de l'architecture normande.
Le château est sérieusement attaqué en 1174, lors d'un raid sur l'Angleterre par le roi écossais Guillaume Ier d'Écosse, en appui à la Révolte de 1173-1174. Les défenseurs du château finissent par se rendre quand il est totalement détruit, à part  la base du donjon.
Le donjon actuel date des années 1180, lorsque Thibaud de Valognes restaure le château. Jean d'Angleterre donne le château à Robert de Vieuxpont en 1203 qui continue de le fortifier avec la construction d'une salle haute sur la cour.

## La famille Clifford
En 1268, le château passe au baron de Clifford, qui possède aussi le château de Brougham dans la région. Robert Clifford commence à agrandir et à embellir le château, avec la construction de la tour circulaire à l'angle sud-est, connu sous le nom Tour de Clifford, vers 1300. Une nouvelle salle supérieure est construit par son petit-fils de Roger vers 1350. Les Cliffords vivent au château jusqu'à Noël 1521, quand le feu détruit à nouveau le château.
Après être resté abandonné pendant près de 140 ans, Lady Anne Clifford lance un programme de réparations et de reconstruction en 1659. Une plaque de pierre commémorant ses efforts est érigée en 1663. Après sa mort en 1676 le château cesse d'être occupé.

## Le déclin
Après la mort d'Anne Clifford, le château passe aux comtes de Thanet qui n'y résident pas. Le château commence à décliner en conséquence. Sa vente aux enchères a lieu en 1715. Une grande partie de la pierre est pillée, pour la plupart en 1763 quand une usine est construite à Brough. Même la plaque commémorative est réutilisée.
Une gravure de 1739 des frères Buck montre le château encore debout, mais au moment où il est placé sous la protection du ministère des Travaux en 1920, il est sauvé de justesse de l'effondrement total. Il est maintenant pris en charge par l'English Heritage.

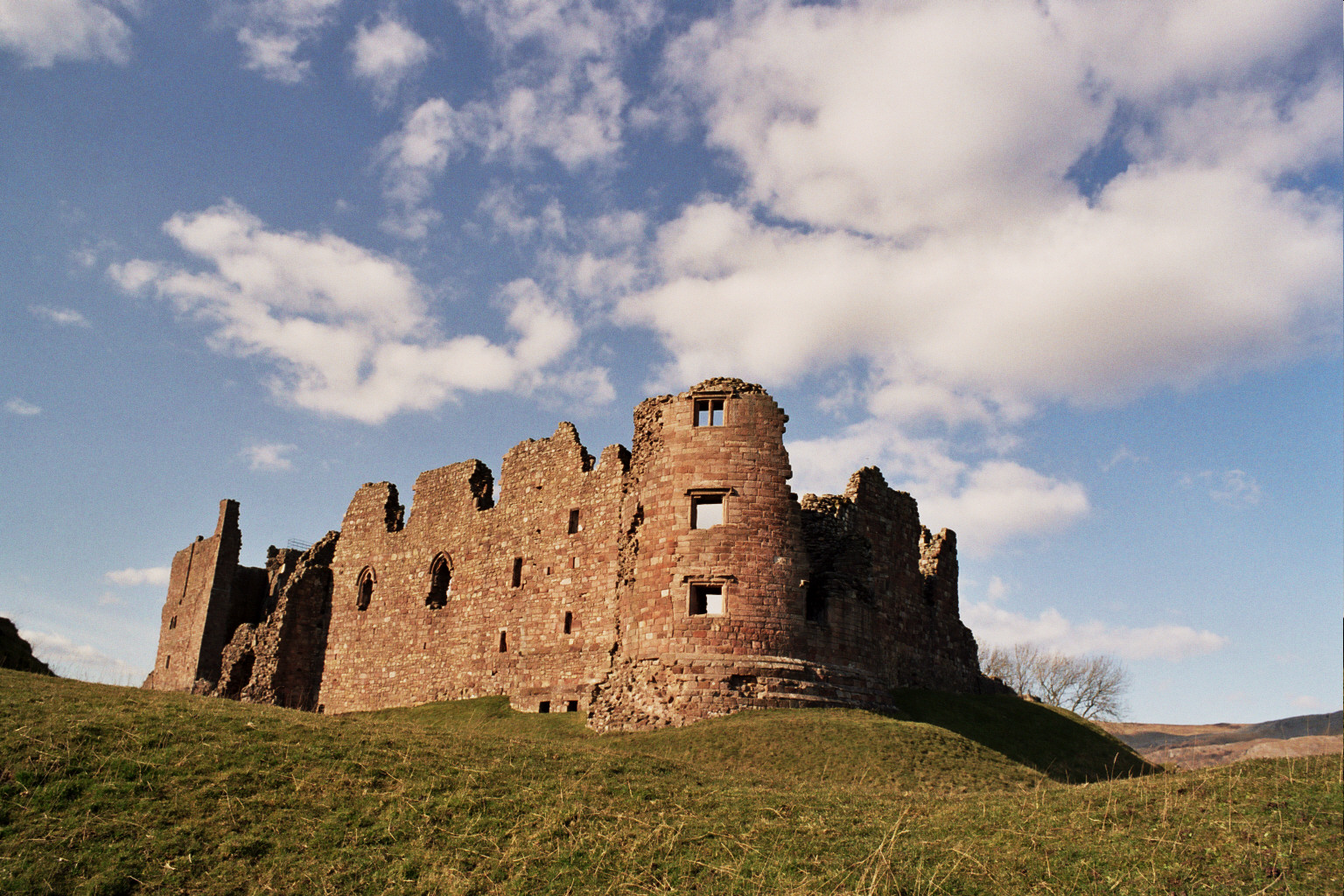
Le château de Brough depuis le sud-est.

## Source de traduction
- (en) Cet article est partiellement ou en totalité issu de l’article de Wikipédia en anglais intitulé « Brough Castle » (voir la liste des auteurs).